# Hierodula samangensis
Hierodula samangensis är en bönsyrseart som beskrevs av Daniel Otte 2004. Hierodula samangensis ingår i släktet Hierodula och familjen Mantidae. Inga underarter finns listade i Catalogue of Life.